# Nieuw-Guinese landplatworm
De Nieuw-Guinese landplatworm (Platydemus manokwari) is een platworm uit de familie Geoplanidae. De wetenschappelijke naam van de soort werd in 1963 gepubliceerd door Paul Marais de Beauchamp. De soort geldt sinds 2014 in Europa als een invasieve exoot en is in 2025 op de Unielijst voor invasieve uitheemse soorten geplaatst.